# Scaphoideus harlani
Scaphoideus harlani är en insektsart som beskrevs av Kitbamroong och Freytag 1978. Scaphoideus harlani ingår i släktet Scaphoideus och familjen dvärgstritar. Inga underarter finns listade i Catalogue of Life.